# Mateo Correa Magallanes
San Mateo Correa Magallanes, (Tepechitlán, Zacatecas Segundo Imperio Mexicano 23 de julio de 1866 - Durango, México 6 de febrero de 1927) sacerdote canonizado por Juan Pablo II.  Mártir del secreto de la confesión, fue fusilado cerca de Durango, durante la Guerra Cristera por negarse a revelar los secretos que conoció en el ejercicio del sacramento de la confesión, de prisioneros rebeldes condenados a muerte.

## Biografía
Nació en Tepechitlán, Zacatecas, Segundo Imperio Mexicano, el 22 de julio de 1866, hijo de Don Rafael Correa y Doña Concepción Magallanes.
El 12 de enero de 1888, dejó Guadalajara y regresó a Zacatecas para ingresar al Seminario donde fue admitido de caridad, posteriormente, por su buena conducta y aplicación al estudio, se le concedió una beca y así pudo ser admitido como alumno interno.
Fue ordenado sacerdote el 20 de agosto de 1893, y el 1º de septiembre cantó su primera misa en la parroquia de Fresnillo, Zacatecas. Durante varios años fue capellán de diferentes lugares de Zacatecas y Jalisco, como también fue nombrado párroco de Concepción del Oro donde mantuvo una estrecha amistad con la familia Pro Juárez; le dio la primera comunión al Beato Miguel Agustín Pro, y bautizó a Humberto Pro, su hermano y compañero. En 1926 llega a Valparaíso, Zacatecas. Su llegada coincidió con la labor que el grupo de la A.C.J.M. hacía en el pueblo, ya que daban a conocer el Manifiesto que el Comité General de la Acción Católica había enviado y juntaban firmas para pedir al Congreso la derogación de las leyes anticatólicas.
El día 2 de marzo llegó a Valparaíso el General Eulogio Ortiz, quien al enterarse de los trabajos de los acejotaemeros en el pueblo, lleno de ira mandó que ante él se presentaran los sacerdotes Correa y Arroyo, las arbitrariedades de Ortiz causaron una revuelta en el pueblo y tuvo que huir, pero mandó que llevaran a Zacatecas al sacerdote y a los miembros de la A.C.J.M. El padre y los jóvenes fueron puestos en libertad, lo cual enfureció más a Ortiz.
En 1927 el sacerdote fue nuevamente arrestado, lo condujeron a Durango y lo encerraron en la jefatura militar. Días más tarde el general Ortiz mandó al Padre Correa a confesar a un grupo de personas que iban a ser fusiladas y después le exigió que le revelara las confesiones. Ante la rotunda negativa del sacerdote ordenó que lo fusilaran. El día 6 de febrero, de madrugada, los soldados sacaron al Sr. Cura de la Jefatura militar, y llevándolo rumbo al Panteón de Oriente, hasta un lugar solitario, le quitaron la vida. En el mismo lugar de la muerte quedó el cadáver insepulto durante tres días.
Hoy en día se veneran sus restos en la catedral de Zacatecas, además en la ciudad de Valparaíso fue construido un templo para el. Fue beatificado el 22 de noviembre de 1992 y canonizado por el Papa Juan Pablo II el 21 de mayo de 2000.